# Personnages de Princesse Mononoké
 (octobre 2012).
- Si vous ne connaissez pas le sujet, laissez ce bandeau (vous pouvez alors contacter les auteurs).
- Si vous supprimez le contenu mis en cause (vous pouvez préalablement contacter les auteurs),

argumentez précisément cette suppression dans la page de discussion
(un manque de référence n'est pas un argument ; une recherche réelle de référence doit avoir été effectuée, être formellement documentée).
 (octobre 2012).
Si vous disposez d'ouvrages ou d'articles de référence ou si vous connaissez des sites web de qualité traitant du thème abordé ici, merci de compléter l'article en donnant les références utiles à sa vérifiabilité et en les liant à la section « Notes et références ».
Cet article présente les personnages de Princesse Mononoké.
- Haut – A
- B
- C
- D
- E
- F
- G
- H
- I
- J
- K
- L
- M
- N
- O
- P
- Q
- R
- S
- T
- U
- V
- W
- X
- Y
- Z

## A

### Ashitaka
Ashitaka est le prince de la tribu Emishi, chassée aux confins de l'orient par l'empereur il y a sept siècles de cela. Il reçoit une malédiction en combattant Nago, un dieu sanglier transformé en démon par une blessure due à un tir d'arquebuse. Condamné par le maléfice, Ashitaka est contraint de quitter son village pour partir à la recherche de l'origine de ce démon. Il se retrouve mêlé à une guerre entre la forêt sacrée, où vit le Dieu-Cerf, et le village des forges dirigé par Dame Eboshi. C'est dans cette forêt qu'il rencontre San (dont il tombe amoureux), la princesse Mononoké, fille adoptive de Moro. Son objectif, il le résume lui-même, en une phrase : « Porter sur le monde un regard sans haine, c'est tout ».

## D

### Dieu-Cerf
Le Dieu-Cerf (Shishi Gami) est un dieu de la mort et de la vie (il peut prendre ou donner cette dernière). Roi de la forêt, il ne craint aucun démon. Il a l'apparence d'un cerf pourvu d'une épaisse fourrure, aux bois multiples et semble avoir en guise de visage un masque, généralement rouge qui change de couleur en fonction de ce qui lui arrive ou de ce qu'il ressent. Dès l'arrivée du crépuscule, le dieu change d'apparence et devient le "Rôdeur Nocturne". C'est au moment de sa métamorphose qu'il est vulnérable, lorsqu'il est entre l'ombre et la lumière. Certaines légendes affirment que sa tête coupée apporterait immortalité à son possesseur, ce qui n'est pas pour déplaire au seigneur Asano. Ce dernier envoie alors Jiko convoiter la tête.                  

## E

### Dame Eboshi
Dame Eboshi (エボシ御前, Eboshi Gozen) est la maîtresse des forges Tatara. Selon Miyazaki, elle a été vendue enfant comme esclave à des pirates Wako et mariée de force à leur chef. C'est là qu'elle découvre le potentiel destructeur des arquebuses. Elle finit par assassiner son époux avant de fuir vers la capitale, accompagnée de son fidèle Gonza. Son intelligence et sa beauté lui valent de devenir une courtisane de l'empereur, qui l'écarte pour une raison encore obscure. Elle décide alors de fonder une communauté dans une région abandonnée et, après avoir vaincu le dieu-sanglier Nago, permet ainsi à ce village de rebondir avec ses forges en commençant à déboiser la forêt sur des terres incultes et sauvages, avant qu’un seigneur, Asano, ne s'y intéresse malgré la précaire "prospérité" qui semble renaître.
À première vue, Dame Eboshi pourrait être la méchante du film : belliqueuse, prête à tout pour réussir, elle est déterminée à raser la forêt et à tuer tous ses habitants. Malgré tout, ce n’est pas si simple. Car au fur et à mesure du film, elle apparaît sous un nouveau visage. Plus qu’une vulgaire communauté à son service, les forges sont le repaire de tous les reclus de la société. En effet Eboshi est elle-même une rejetée, et accepte toute personne prête à travailler sans discrimination. Profondément féministe, elle rachète les prostitués et leur offre un réel travail. Elle donne accès aux femmes à une liberté jamais atteinte jusqu’ici au Japon (qu’elles assimilent d’ailleurs rapidement vu leur attitude face aux samouraïs du seigneur Asano) et leur donne accès à l’arquebuse, chose interdite à l’époque (comme d’ailleurs toute forme d’arme de guerre). Mais son combat ne se limite pas à sauver les femmes. Elle sort les hommes des conditions de vie déplorable de l’époque, les protège des samouraïs et des bandits de grand chemin et leur garantit une nourriture régulière dans un Japon en crise. De plus, elle accepte les lépreux et les soigne elle-même. Enfin, elle accepte Ashitaka malgré le fait que ce soit un étranger (son serviteur s'en méfie d'ailleurs largement) et malgré son opinion divergente.
C'est cette ambiguïté qui fait toute la force du personnage. Tout en étant l’ennemie de la nature et de San, elle reste un personnage qui est respecté pour ses bonnes œuvres. Elle ne rase pas la forêt par plaisir mais par nécessité : si elle veut garantir l’intégrité de sa communauté, elle a besoin d’argent. Si elle veut de l’argent, elle doit produire du fer. Et cette production inclut le pillage des montagnes aux alentours : elle a besoin de bois et de minerais, et dans cette logique elle n’hésitera pas à se débarrasser des animaux qui la gênent si elle doit le faire pour garder son indépendance.
Dame Eboshi est la représentante de la nouvelle époque qui se profile : évolution sociale tout autant que technologique. Sociale grâce à sa société nouvelle où elle prône une égalité homme femme, technologique grâce au travail du fer qui se passe dans ses forges. En effet, l'ère Muromachi est marquée par le début du métal et des armes à feu arrivées avec les colons portugais et néerlandais. C’est cette volonté de faire changer les choses qui pousse à l’admiration. Les habitants de Tatara lui montrent d’ailleurs une foi et un respect sans failles.

### Emishi (peuple)
Peuple du nord-est de Tōhoku, fuyant la domination de l'empereur du Japon.

## G

### Gonza
Frère de Dame Eboshi. C'est le second de cette dernière, et l'homme le plus haut-placé des forges de Tatara.

## J

### Jiko le bonze
Jiko (ジコ坊, Jiko-bō) est peut-être le personnage le plus mystérieux de Princesse Mononoké. En effet, alors que San se révèle au fur et à mesure, Jiko reste entouré de mystère. Même s'il est possible de cerner quelque peu son caractère à la fin de l'histoire, ses motivations et son passé restent inconnus. Il est envoyé par l'organisation Shishō Ren (師匠連, Shishō Ren, littéralement « Les Adeptes du Maître »), mais on ignore tout de celle-ci. Comme Miyazaki s'est fortement renseigné sur l'époque, on peut légitimement supposer que le Shishō Ren est inspiré d'organisations similaires existant à l'époque. En effet, la fin de l'époque de Muromachi, dans laquelle se situe le récit, est marquée par un grand dynamisme religieux, et l'essor de nombreuses sectes bouddhiques (rinzai-shū, sōtō-shū, secte du Lotus ou Nichiren-shū etc.). Il n'est donc pas à écarter que le Shishō Ren est une secte de ce type, quoique ces dernières soient en réalité très différentes les unes des autres. Au crédit de cette hypothèse, on notera que Jiko est moine (il se fait appeler Jiko-bō, soit Jiko le bonze). Son statut dans cette organisation est sans doute assez haut placé, au vu des troupes qu'il commande et de la confiance placée en lui. Ce que l'on connaît de ses motivations reste moins vague. Il veut la tête du Dieu-Cerf (シシ神, Shishi-Gami), qui donne, paraît-il, la vie éternelle. À la suite du dialogue qu'il a avec dame Eboshi, on comprend qu'il souhaite la rapporter à l'Empereur, et qu'il est sans doute missionné pour le faire. C'est lors de ce même dialogue que l'on peut comprendre l'intérêt pour l'Empereur de faire appel à une organisation relativement secrète à cet effet. En effet, le don d'immortalité qui accompagnerait la tête ne serait qu'une légende ; dame Eboshi s'étonne ainsi que l'Empereur s'y intéresse. De plus, selon le contexte politique auparavant indiqué, le pouvoir de l'Empereur serait au déclin. On peut donc supposer qu'il ne souhaitait pas s'impliquer officiellement et publiquement, au risque de se voir discrédité s'il ne s'avérait en effet que d'une légende.
Jiko peut apparaître comme un « méchant ». Pour parvenir à ses fins, il est particulièrement motivé et ne recule devant rien. Il manipule dame Eboshi pour parvenir à son but, en lui faisant croire qu'en tuant le Dieu-Cerf, elle va se débarrasser de tous les animaux d'un coup. En fait, il le dit lui-même « quand il s'agit de tuer un dieu, mieux vaut laisser quelqu'un le faire à votre place ».
Il reste que Jiko, à l'instar de dame Eboshi, n'est pas un personnage manichéen. À sa première rencontre avec Ashitaka, il va l'aider alors qu'il est encore perdu dans un monde nouveau. Il le guide et l'aide à trouver la forêt du dieu cerf. Le site officiel précise "dans l'espoir que celui-ci le mène à sa proie", mais Jiko n'est pas mauvais jusqu'au bout. Miyazaki l'a d'ailleurs dit : « Jiko est comme beaucoup de Japonais aujourd'hui : individuellement, ce sont des personnes parfaitement belles, mais quand ils joignent une organisation, ils deviennent cruels. Assez cruels pour couper la tête d'un dieu. »
Jiko est suivi par deux groupes de chasseurs : le Karakasa Ren (唐傘連, Karakasa Ren, Société des ombrelles de papier) et les Jibashiri (地走り, Jibashiri, Ceux qui rampent).
Le Karakasa Ren est formé de soldats portant le même vêtement que Jiko, ce qui laisse penser qu'ils font partie du Shishō Ren. Utilisant les gens de Tatara dans la guerre contre les sangliers, ils utilisent des grenades et des mines pour les abattre en grande quantité, se moquant des pertes du côté forgerons. Pour combattre dans la forêt, ils préfèrent des sarbacanes empoisonnées beaucoup plus discrètes cachées dans leurs ombrelles. D'ailleurs ces ombrelles ont un rapport direct avec l'utilisation des armes à poudre : elles évitent que les mèches soient mouillées par la pluie.
Les Jibashiri sont les éclaireurs employés par Jiko. Ils utilisent des peaux d'animaux morts pour camoufler leur odeur et ainsi pouvoir être relativement tranquilles dans la forêt. Leur nom est relatif à leur manière de se déplacer en rampant pour être plus discret.
Malgré son physique pour le moins ingrat, Jiko-Bou est un grand leader et un combattant agile. Malgré ses motivations et ses manières infâmes, il reste un personnage attachant, proche du moine de fabliau par moments.

## K

### Kaya
Kaya (カヤ, Kaya) est une jeune fille de la tribu des Emishi, destinée à être la fiancée d'Ashitaka.

### Koroku
Koroku (Koroku) est un vacher au service des forges Tatara, un personnage qui, selon Miyazaki, « ne fait rien d'héroïque, du début à la fin ». C'est l'un des deux hommes sauvés par Ashitaka après s'être fait attaqués dans les montages par Moro et sa tribu.

## M

### Moro
Moro (モロの君, Moro no Kimi) est la divinité louve. Mère adoptive de San, elle dirige la résistance de la forêt contre les humains, du moins jusqu'à l'arrivée des sangliers. Elle mène une guérilla incessante contre Dame Eboshi et son peuple, et compense le faible nombre de sa tribu par une fureur sans égale. Vieille de plus de 400 ans, elle fait partie de l'ancienne génération des divinités, comme Okkoto. 

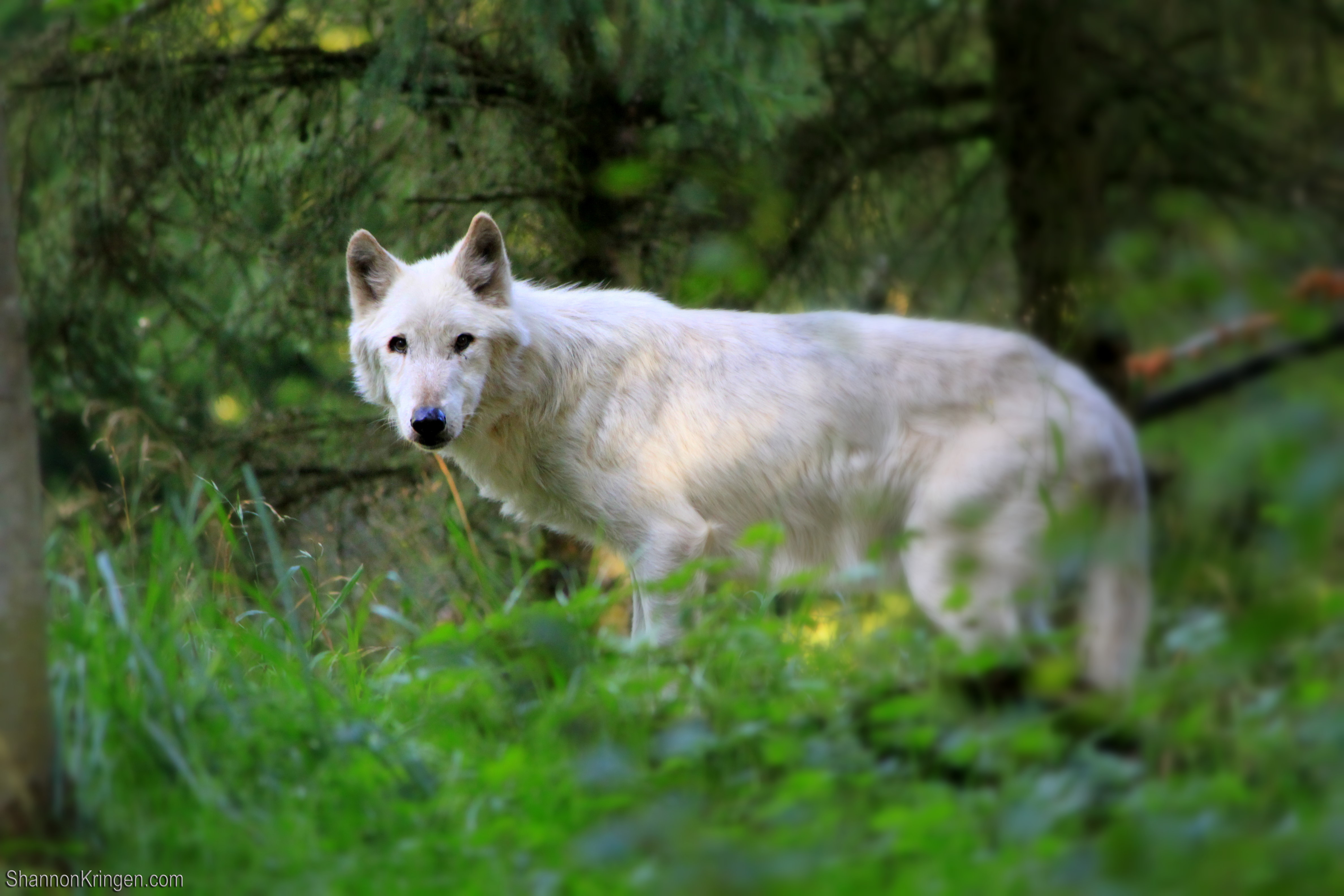
Loup semblable à un des fils loup

Moro symbolise aussi la cruauté de la nature. Alors que dans Mon voisin Totoro, Miyazaki présentait une nature de manière enfantine, ici la réalité est beaucoup plus brutale : la nature n'est pas bienveillante, elle est cruelle. Alors que le dieu cerf distingue le bon du mauvais, Moro est condamnée a éliminer tous ses ennemis. La symbolique du loup prédateur illustre d'ailleurs parfaitement cela. Et bien ici c'est la même chose : Moro pour survivre doit éliminer les humains comme Eboshi doit abattre la forêt pour la même raison.
Malgré tout, Moro est capable de faire preuve de la tendresse maternelle la plus forte, se transformant du loup prédateur en mère louve comme celle de Romulus et Rémus. Elle protège sa fille au péril de sa vie, sacrifiant même ses dernières forces, qu'elle réservait pour tuer Eboshi (elle lui enlèvera un bras, tout de même). De plus, elle accepte toutes les décisions de San, comme sa relation avec Ashitaka bien que celui-ci soit un humain.
Moro symbolise donc l'aspect duel de la nature, tout à la fois prédatrice et bienveillante. Elle est le loup tueur comme la mère protectrice. Elle nous rappelle ainsi à l'exigence du discours nuancé qu'il faut tenir sur l'animalité : celle-ci n'est pas forcément plus louable que l'humanité, contre toute attente et toute idée reçue.

### Moro (tribu de)
La tribu de Moro est formée de Moro, de ses deux louveteaux et de San. Elle défend la forêt du Dieu-Cerf et s'oppose aux sangliers au sujet de Nago. Blessée par une boule de plomb tirée par Dame Eboshi lors d'une de ses attaques contre un convoi de bœufs, Moro mourut de la volonté du Dieu-Cerf, après avoir sauvé San du démon d'Okkoto, devenu fou à son tour. Après sa mort, une maladresse de Dame Eboshi redonne vie à la tête seulement de la louve et cette dernière arrache un bras de la femme des forges. 
Ayant détesté Dame Eboshi tout au long de sa vie, Moro a assouvi sa vengeance après sa mort.

## N

### Nago
Nago () est un dieu sanglier qui défend la forêt du dieu-cerf du mieux qu’il peut contre la déforestation des humains, jusqu’à ce qu’il reçoive une balle tirée par Dame Eboshi, avec son arquebuse. Cette blessure fait naître en lui un démon qui le possède et qui le pousse à attaquer le village d’Ashitaka. Il sera finalement abattu par celui-ci. Le démon aura néanmoins atteint Ashitaka durant l'affrontement : désormais, le jeune homme est infecté, ce maléfice lui rongeant le bras est voué à s’étendre à l'ensemble de son corps, et finira par le tuer s'il ne trouve aucun moyen de se libérer de la malédiction du dieu sanglier.

## O

### Okkoto
Okkoto (乙事主, Okkotonushi) est le dieu sanglier de l’île du sud. Il est d’une taille imposante, avec une fourrure blanche et quatre défenses ; le grand âge l'a rendu presque aveugle, mais sa sagesse et sa carrure massive le distinguent de ses guerriers. Déplorant la fin de l’âge des dieux remplacé par celui des hommes, Okkoto représente la fin d'une époque. Afin d'endiguer la prédation des hommes sur la forêt du dieu Cerf – et notamment les incessants défrichements –, il lance un assaut frontal contre les travailleurs des forges (lieu qui figure ici le monde de l'homo faber, à l'activité industrieuse et proto-industrielle), tout en sachant que cette bataille désespérée signe sa perte et celle des siens.

### Okkoto (tribu d')
La tribu d'Okkoto est composée de sangliers, « de plus en plus petits et stupides » selon ce dernier. Les démons ont l'air de s'emparer aisément des sangliers et de les posséder entièrement plus vite que pour les autre créatures. Les sangliers, obstinés, attaquent de front les hommes pour défendre leur chère forêt. Il ne resterait que deux représentants de leur espèce qu'ils continueraient à charger les humains.  

## S

### San, Princesse Mononoké
San (サン, San), surnommée la princesse Mononoké (もののけ姫, Mononoke Hime), est une jeune fille jetée dans les griffes de Moro par ses parents. La louve adoptera le nourrisson et l'élèvera comme son propre enfant. Elle est désignée sous le nom de Princesse Mononoké et se considère elle-même comme une louve. Elle peut communiquer avec les animaux. Son objectif premier est de tuer Dame Eboshi, maîtresse des forges, pour que la forêt renaisse et que les animaux ne soient plus menacés. San se retrouvera dans un terrible dilemme entre son « devoir » de protéger la forêt et son amour pour le jeune Ashitaka qui appartient à la race de ses ennemis.

## T

### Toki
Toki () est une forgeronne de Tatara, au service de Dame Eboshi, et mariée à Koroku. C'est une des femmes chargées de gérer les forges de Tatara. Elle semble haut placée, du fait qu'elle dirige les forges quand Dame Eboshi et Gonza ne sont pas présents.

## Y

### Yakkuru

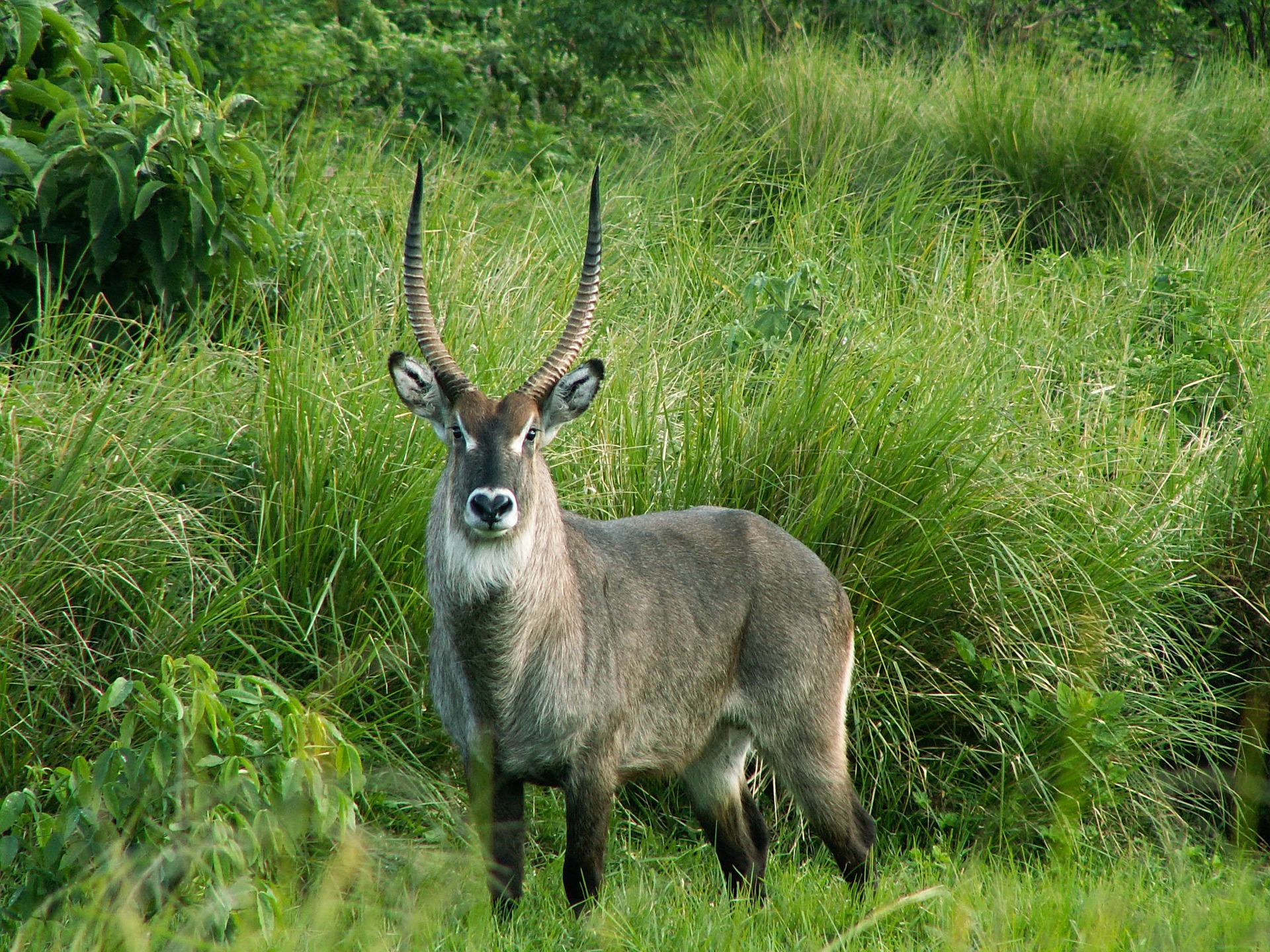
Les cornes annelées de Yakkuru évoquent une antilope africaine.

« Élan rouge », Yakkuru est la monture d'Ashitaka. C'est un élan rouge ressemblant à un cobe à croissant ou à un bouquetin harnaché comme un cheval. Il n'est pas capable de parler, mais semble extrêmement intelligent et a l'air de comprendre les paroles des humains, notamment de Mononoké. Il semble également doué d'un instinct d'une grande finesse.

### Sources
- Cet article est partiellement ou en totalité issu de l'article intitulé « Dame Eboshi » (voir la liste des auteurs).

- Cet article est partiellement ou en totalité issu de l'article intitulé « Jiko Bou » (voir la liste des auteurs).

- Cet article est partiellement ou en totalité issu de l'article intitulé « Moro (Mononoke) » (voir la liste des auteurs).